# Municipio de Nebish
El municipio de Nebish (en inglés, Nebish Township) es un municipio ubicado en el condado de Beltrami, Minnesota, Estados Unidos. Según el censo de 2020, tiene una población de 279 habitantes.
Abarca un área exclusivamente rural.

## Geografía
Está ubicado en las coordenadas 47°44′20″N 94°52′31″O / 47.73889, -94.87528. Según la Oficina del Censo de los Estados Unidos, tiene una superficie total de 93.0 km², de la cual 88.9 km² corresponden a tierra firme y 4.1 km² son agua.

## Demografía
Según el censo de 2020, hay 279 personas residiendo en la zona. La densidad de población es de 3.1 hab./km². El 94.27 % de los habitantes son blancos, el 0.36 % es asiático y el 5.38 % son de una mezcla de razas. Del total de la población, el 1.43 % son hispanos o latinos de cualquier raza.